# Renukoot
Renukoot é uma cidade e uma nagar panchayat no distrito de Sonbhadra, no estado indiano de Uttar Pradesh.

## Demografia
Segundo o censo de 2001, Renukoot tinha uma população de 53,524 habitantes. Os indivíduos do sexo masculino constituem 57% da população e os do sexo feminino 43%. Renukoot tem uma taxa de literacia de 73%, superior à média nacional de 59.5%: a literacia no sexo masculino é de 80% e no sexo feminino é de 64%. Em Renukoot, 14% da população está abaixo dos 6 anos de idade.